# Cadre-47/1-Weltmeisterschaft 1967

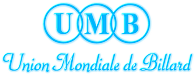
Logo UMB (ausrichtender Verband)

Veranstaltungsort: Marseille

Die Cadre-47/1-Weltmeisterschaft 1967 war die erste Cadre 47/1 UMB-Weltmeisterschaft, die bis 1938 im Cadre 45/1 ausgetragen wurde. Das Turnier fand vom 25. bis zum 29. Oktober 1967 in Marseille statt. Es war die dritte Cadre 47/1 Weltmeisterschaft in Marseille, wobei zwei im Cadre 45/1 ausgetragen wurden.

## Geschichte
Nach 1931 und 1937, als die Meisterschaft noch im Cadre 45/1 ausgetragen wurde, war Marseille wieder Ausrichter dieser Weltmeisterschaft. Die erste Weltmeisterschaft im Cadre 47/1 fand bei den Zuschauern großes Interesse. Bereits am Eröffnungstag verfolgten 800 Zuschauer die Partien. Am Finaltag waren es sogar 1.500. Die Meisterschaft war bis zur letzten Spielrunde offen. Es konnten noch drei Akteure Weltmeister werden. Im letzten Durchgang traf Jean Marty auf  José Gálvez und Henk Scholte auf Henri Hibon. Marty siegte mit 300:185 in 10 Aufnahmen gegen Gálvez und Scholte gegen Hibon 300:140 in 15 Aufnahmen. Durch den besseren Generaldurchschnitt (GD) sicherte sich Marty den Titel. Er verlor nur gegen Scholte. Scholte war sehr spät zur Weltmeisterschaft angereist und musste direkt bei seiner Ankunft spielen und verlor mit seiner schlechtesten Turnierleistung gegen Gálvez. Gegen den Berliner Dieter Müller sorgte Scholte für die Glanzleistung dieser Weltmeisterschaft. Bereits in der dritten Aufnahme beendete er die Partie mit einer Schlussserie von 299 Punkten und erzielte damit Weltrekorde in der Höchstserie (HS) und mit 100,00 im besten Einzeldurchschnitt (BED).

## Turniermodus
Es wurde eine Finalrunde im Round Robin System bis 300 Punkte gespielt. Bei MP-Gleichstand wird in folgender Reihenfolge gewertet:
1. MP = Matchpunkte
2. GD = Generaldurchschnitt
3. HS = Höchstserie

## Abschlusstabelle

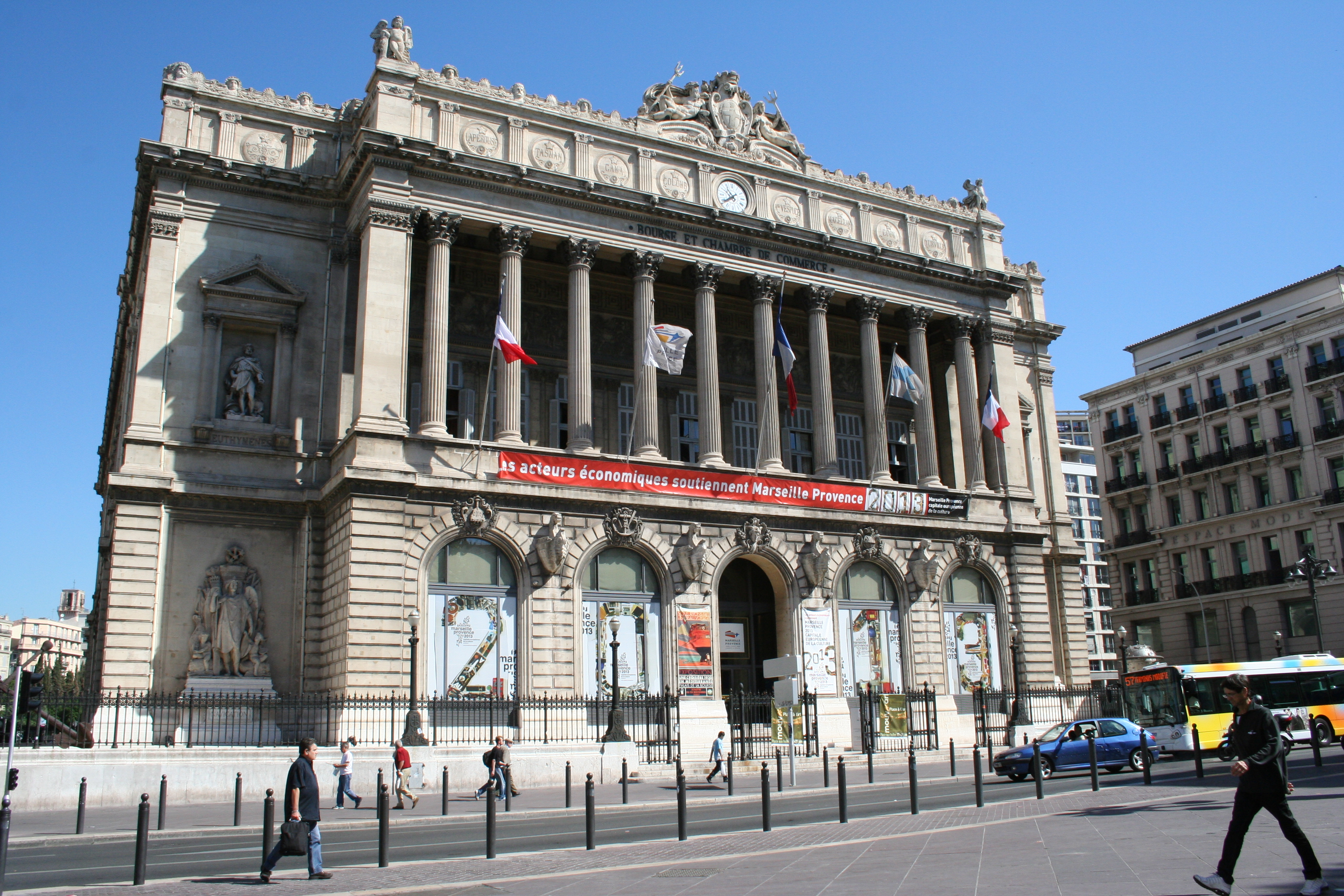
Palais de la Bourse Marseille

| MP    | Match Points (Sieger = 2; Unentschieden = 1; Verlierer = 0) |
| Pkte. | Erzielte Karambolagen                                       |
| Aufn. | Benötigte Versuche                                          |
| GD    | Generaldurchschnitt                                         |
| BED   | Bester Einzeldurchschnitt eines Spielers                    |
| HS    | Höchstserie                                                 |
|       | Bester GD des Turniers                                      |
|       | Bester ED des Turniers                                      |
|       | Beste HS des Turniers                                       |
|       | 1. Platz (Gold)                                             |
|       | 2. Platz (Silber)                                           |
|       | 3. Platz (Bronze)                                           |

| Platz                      | Name              | MP   | Pkte. | Aufn. | GD    | BED    | HS  |
| -------------------------- | ----------------- | ---- | ----- | ----- | ----- | ------ | --- |
| 1                          | Jean Marty        | 12:2 | 2074  | 76    | 27,28 | 50,00  | 114 |
| 2                          | Henk Scholte      | 12:2 | 1954  | 92    | 21,23 | 100,00 | 299 |
| 3                          | José Gálvez       | 11:3 | 1985  | 95    | 20,89 | 33,33  | 117 |
| 4                          | Antoine Schrauwen | 9:5  | 2009  | 116   | 17,31 | 30,00  | 167 |
| 5                          | Dieter Müller     | 5:9  | 1366  | 80    | 17,07 | 33,33  | 156 |
| 6                          | Osvaldo Berardi   | 5:9  | 1604  | 137   | 11,70 | 13,63  | 134 |
| 7                          | Henri Hibon       | 2:12 | 1155  | 137   | 8,43  | 9,09   | 82  |
| 8                          | Nobuaki Kobayashi | 0:12 | 677   | 109   | 6,21  | –      | 38  |
| Turnierdurchschnitt: 15,23 |                   |      |       |       |       |        |     |